# Pascale Roze
Pascale Roze, född 1954 i Saigon i Vietnam, är en fransk dramatiker och författare.
Efter litteraturexamen arbetade hon i tio år med regissören Gabriel Garran på teatern i Parisförorten Aubervilliers och franska Théâtre International för att främja den franskspråkiga repertoaren. Efter en brusten aneurysm 1996 kämpade hon för sitt liv.
Hennes första bok publicerades 1994, en samling noveller med titeln Histoires dérangées, där man kan notera hennes influenser från Marguerite Duras. Hennes första roman, Le chasseur zero, kom ut 1996, och gav henne både ett pris för debutroman och Goncourtpriset. Hon publicerade sedan två andra romaner: Ferraille och Parle-moi. Vidare två historier: Sommarbrev, ett meditationsbrev adresserat till Lev Tolstoj och Un homme sans larmes, en intim dialog med poeten Horatius, L’eau rouge, en roman som utspelar sig under kriget i Indokina, och Itzik, en roman om en polsk judes liv och död under andra världskriget. Sammandrabbningen mellan personliga öde och historia är en av hennes inspirationskällor.
Hon brukar arrangera många skrivworkshopar för unga människor, i synnerhet i problemförorter. Hon är litterär kolumnist i den franska radiokanalen France Inters mångkulturella program med programledare Paula Jacques.

## Verk

### Teater
- Mary contre Mary
- Tolstoï la Nuit, 1981, Arlettypriset för dramatiska författare

### Romaner
- Histoires dérangées, novellsamling, 1994
- Le chasseur zéro, 1996, debutpriset och Goncourtpriset
- Ferraille, 1999
- Lettre d'été, 2001
- Parle-moi, 2003
- Un homme sans larmes, 2005
- L’eau rouge, 2006
- Itsik, 2008